# Го Си
Го Си (кит. 郭熙, пиньинь Guō Xī; ок.1020 — ок.1090) — китайский художник эпохи Сун.
Го Си, лучший китайский пейзажист XI века, вошёл в историю искусства, как завершитель традиции монументального монохромного пейзажа, идущей от его предшественников — Гуань Туна, Ли Чэна, Фань Куаня, Цзюйжаня.

## Биография
О жизни художника сохранилось немного сведений. Его современник, китайский теоретик и критик живописи Го Жосюй в своём трактате «Записки о живописи: что видел и слышал» от 1082 года сообщает о нём следующее: «Го Си, родом из Вэнь в Хэяне. Ныне занимает должность исюэ в Императорском ведомстве Шуюань. Пишет пейзажи зимнего леса. Проявляет как искусность и разнообразие, так и глубину в композиции. Хотя он постоянно изучает Ин-цю (другое имя Ли Чэна), и восхищается им, но может выразить и собственные чувства. Огромные ширмы и высокие стены (с его росписями) намного сильнее, (чем у предшественников). В нынешнем поколении (художников) он — единственный. [В начале правления Си-нин получил императорский приказ расписать ширму для малого зала. Он расписал центральную створку, Ли Цзунчэн и Фу Даоинь расписывали боковые. Каждый постарался до конца (выразить) сокровенное, однако господину Фу посчастливилось в том, что его партнёрами были Го и Ли.]»
Другие старинные источники подтверждают, что Го Си учился у Ли Чэна, превзошёл его, создал свой стиль, и максимально свободно владел кистью. Расписывая стены дворцов, он создавал огромные пейзажи, выполненные одной чёрной тушью. Эта особая, традиционно-китайская техника живописи требует большого мастерства в исполнении, владения разного калибра кистями, разной тушью. Она также требует безукоризненного наложения мазка, поскольку наложенную тушь исправить уже невозможно. Хороший, выполненный одной чёрной тушью пейзаж в той же мере не уступает пейзажу цветному, в какой блестяще выполненные рисунки некоторых европейских мастеров XVI—XVIII веков часто бывают лучше многих их собственных картин. Го Си впитал все технические навыки предшественников, и вывел искусство пейзажа на новый уровень.

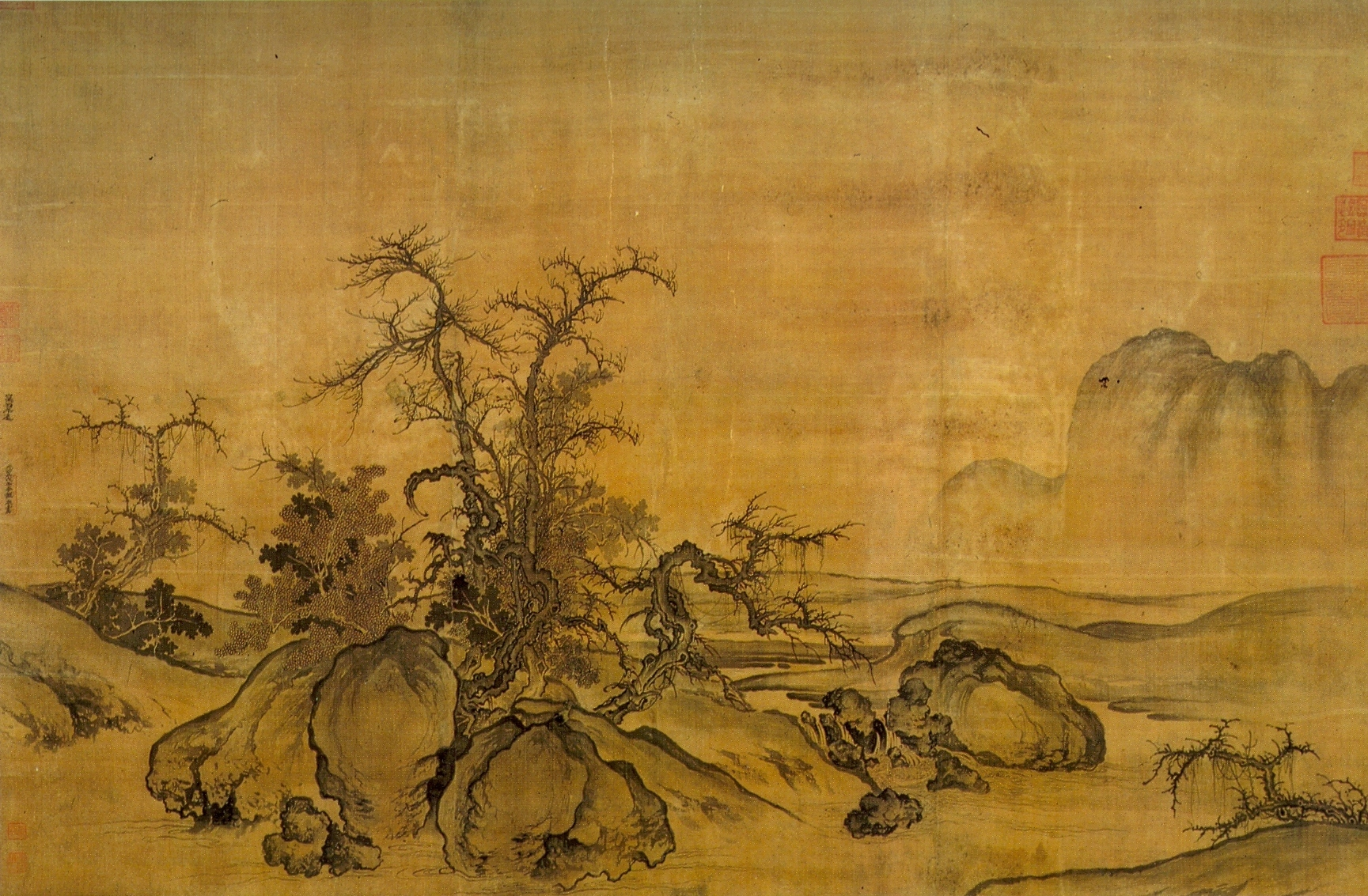
Го Си. Каменистая равнина и далёкий горизонт. 11в. Гугун, Пекин.

Свою карьеру художник начал во время правления императора Жэнь-цзуна (1022—1063). Сведения о его раннем творчестве отсутствуют, исторические свидетельства застают Го Си уже в ранге исюэ. Вероятно он стал директором императорского департамента живописи (Академия Ханьлинь) в 1060х годах, и совершенно заслуженно, поскольку он выделялся среди художников и как практик, и как теоретик, и как педагог, проповедовавший новый подход к живописи. Кроме того, Го Си был членом департамента каллиграфии, имея в нём чин дайчжао.
Первые крупные работы художник создавал в императорском дворце, расписывая монументальными пейзажами ширмы и стены-перегородки. В 1068 году, при императоре Шэнь-цзуне (1067—1085) для дворца Сяодань художник расписывает центральную часть трёхстворчатой ширмы сюжетом на тему деяний императора, совершённых в течение его жизни (боковые створки расписывали Ли Цзунчэн и Фу Даоинь). Наряду со своим коллегой Цуй Бо, Го Си становится личным художником императора Шэньцзуна, не просто выполняющим его заказы, но отражающим в произведениях вкусы и предпочтения своего патрона. Специалисты отмечают, что вкусы этого просвещённого императора были шире, богаче и разнообразнее, чем у его одиннадцатого сына, императора-художника Хуэй-цзуна (1100—1126), пришедшего к власти через 15 лет после смерти отца. В своём трактате «Записки о высокой сути лесов и потоков» Го Си пишет, что созерцание диких источников и скал — обычное наслаждение для совершенного человека. Императору Шэньцзуну вряд ли удавалось часто созерцать дикую природу наедине — этому мешала занятость государственными делами, а редкие выезды на природу сопровождались большой свитой. Вполне понятно как стремление императора быть «совершенным человеком», так и роль, которую играли в этом стремлении заменявшие природу пейзажи Го Си.
Го Си очень почитал Ли Чэна. Он учился на его пейзажах не только владению кистью, но и композиционным решениям и построению пространства. Не удивительно, что вскоре он стал отождествляться со своим учителем; их имена были объединены, чтобы обозначить особую традицию в живописи, которую они создали. «Школа Ли-Го» стала классической, одобренной императором разновидностью пейзажа, и превратилась в официальный канон.
В 1080-е годы, в честь сдачи его сыном, Го Сы, экзамена на учёную степень, Го Си расписал стены храма Конфуция в уезде Вэнь. В храме были созданы четыре пейзажные композиции, монументальные и величественные, которыми художник особо гордился. Декоративно-монументальные росписи были созданы Го Си и во многих других храмах, и в здании департамента живописи. Поэт Су У посвятил монументальным пейзажам мастера свои стихи, в которых писал, что «…в Зале яшм, лёжа против картин Го Си, чувствуешь себя, как среди зелёных лесов…».
В 1078—1085 годах Го Си создал в одном из даосских храмов 12 монументальных пейзажей, каждый высотой около 7 метров. По описанию его весьма осведомлённого современника Хуана Шаньгу, на стенах храма были запечатлены грандиозные и величественные ландшафты — с горами, потоками рек и водопадов. В 1087 году Хуан Шаньгу посвятил творчеству Го Си поэтическое произведение, в котором отмечал «острый глаз» художника; несмотря на преклонный возраст, мастер всё так же мог, играя кистью, передать свет. Немало проникновенных строк посвятил художнику известный поэт Су Ши в своих стихах к его картине «Осенние горы».
Исследователи творчества Го Си полагают, что он до конца жизни активно работал в департаменте живописи. Однако после смерти мастера, к власти пришёл император Хуэй-цзун (1100—1126), который сам был выдающимся художником. Его новым вкусам и представлениям о живописи «старомодные» произведения Го Си никак не соответствовали, поэтому подавляющее большинство работ этого выдающегося мастера, в первую очередь декоративно-монументальные росписи были забелены, а большая часть свитков уничтожена. Живший в XII веке Дэн Чунь, автор «Записок о живописи» сообщает, что в начале XII века пейзажи Го Си вышли из моды, искусство стало камерным и интимным, предпочтение отдавалось художникам, писавшим цветы и птиц. Одним из свитков Го Си был просто накрыт стол, а работы художника, прежде украшавшие дворец, заменили новыми. Отец Дэн Чуня попросил отдать ему картины Го Си, и получил на то высочайшее соизволение. Однако прошло время, всё изменилось ещё раз, и творчество замечательного сунского пейзажиста стало вновь высоко цениться.

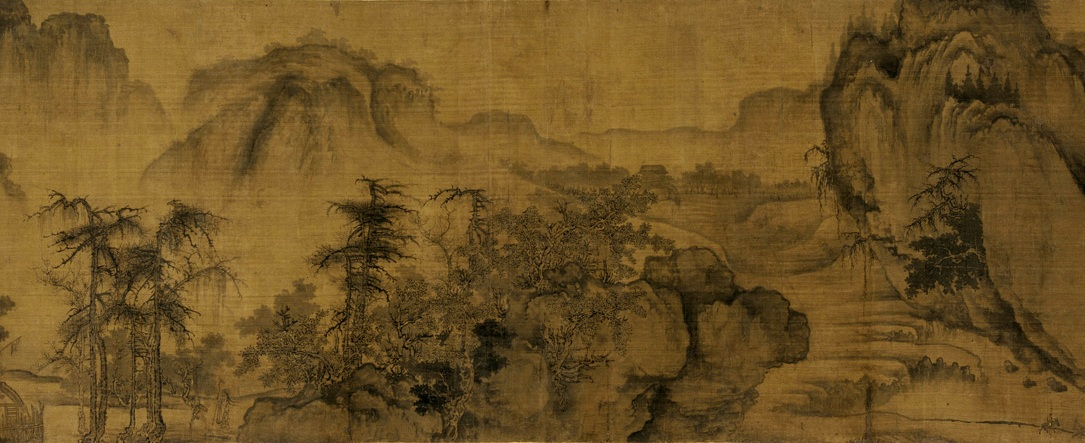
Го Си. Осень в долине реки. Фрагмент свитка. 11в. Галерея Фрир, Вашингтон.

## Произведения

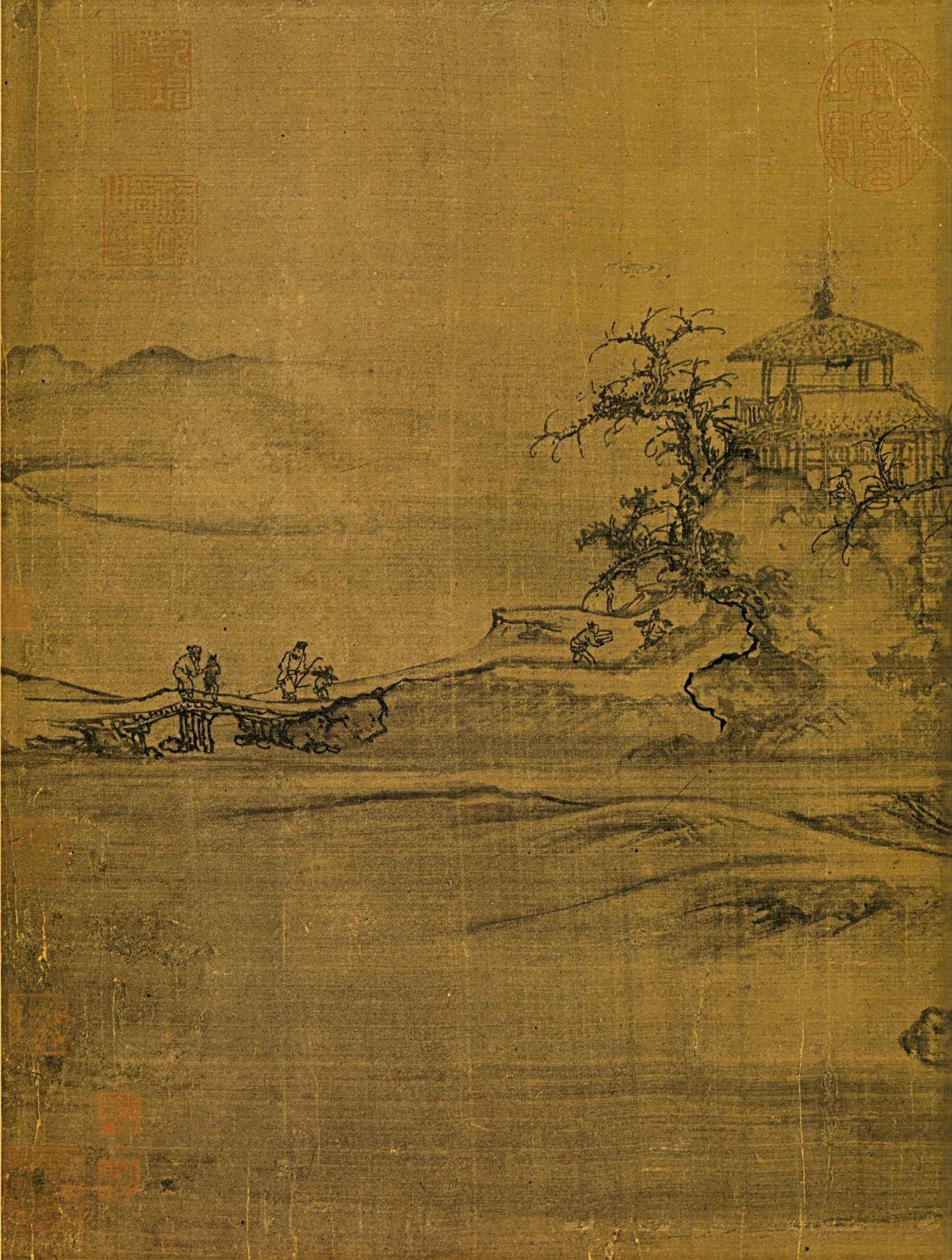
Го Си. Деревья и ровная даль. Деталь. 11в. Нью-Йорк, музей Метрополитен.

Сохранилось двенадцать живописных свитков, которые традиция связывает с именем Го Си, однако, по мнению ряда специалистов, подлинными можно считать только три. Среди них несомненным шедевром является «Ранняя весна» (Гугун, Тайбэй). Эта картина, размером 158×108 см, была написана в 1072 году для императора Шэнь-цзуна. Она является самой древней в Китае картиной, на которой есть все четыре знака автора (у левого края картины): сезон создания (ранняя весна, кит. 早春), год создания (год Жэньцзы — пятый год правления императора Шэнь-цзуна — 1072 г., кит. 壬子年), имя автора (кит. трад. 郭熙畫, буквально: «нарисовал Го Си») и его печать. Как обычно бывает в китайской живописи, у картины есть символический смысл — это не просто великолепно выполненный пейзаж, но метафора раннего пробуждения весны, с первыми ручьями, и первыми ощущениями, которые переживает человек в это время — смутным томлением и пьянящим предвкушением грядущей радости. Картина выполнена характерным для Го Си «детальным стилем», который отличается от стиля его великого учителя-предшественника — Ли Чэна. Детально прорисованы мелкие, но очень значимые детали картины: семья рыбака, дровосеки, монахи и путешественники (в левой нижней части картины), рыбак с сыном в лодке (правая часть картины), храмы в долине (правая центральная часть картины). Пейзаж лучится чистотой, поражающими глубиной и необычностью. В картине художник применяет разного размера кисти, разную тушь, которую он накладывает в несколько слоёв, в ней видна свобода владения кистью, какая бывает у опытного мастера в расцвете лет. Картина является эталоном китайского национального пейзажа.
До наших дней дошли и горизонтальные свитки, созданные Го Си. Например, «Осень в долине реки» (Галерея Фрир, Вашингтон), охватывает огромную панораму пейзажа, другие, такие как «Деревья и ровная даль» (Музей Метрополитен, Нью-Йорк), или «Каменистая равнина с далеким горизонтом» (Гугун, Пекин) не обладают широтой охвата, но превосходно передают пространственную глубину.

## Го Си — теоретик

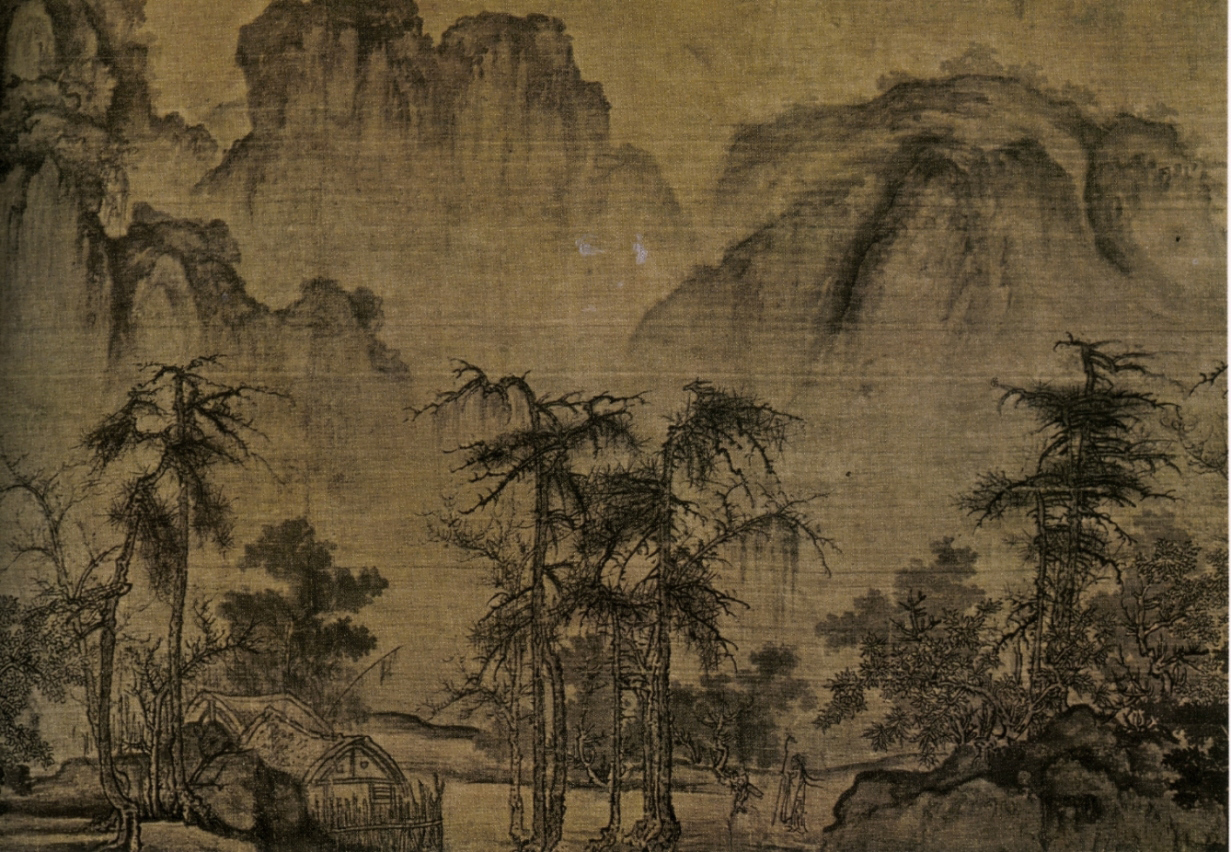
Го Си. Осень в долине реки. деталь. 11в. Галерея Фрир, Вашингтон

Свои представления о живописи Го Си и высказывал, и записывал. Из этих отрывочных записей его сын Го Сы составил трактат, озаглавленный «Записки о высокой сути лесов и потоков» (Линьцюань гаочжи цзи), который преподнес императору. Трактат состоит из двух частей — «Наставление о горах и водах» и «Тайны живописи». К этим двум главам Го Сы добавил собственное небольшое послесловие «О живописи». Согласно трактату, художник считает картину своеобразным психологическим портретом автора, подчеркивая высокий смысл личности и благородства художника. То есть, художник особо выделяет необходимость совершенства личности мастера. Другим важным аспектом произведения живописи он считает поэтичность, приводя принадлежащую неизвестному автору фразу: «Поэзия — это лишенная формы живопись; живопись — это обретшая форму поэзия». «Тайна пейзажа» раскрыта Го Си в том же плане, что и в трактате его предшественника Ли Чэна. Оба теоретика следуют принципам пейзажного искусства, которые сформулировал танский поэт и художник Ван Вэй (701—761). Их сочинения представляют собой нечто вроде комментариев к тексту созданного Ван Вэем прототипа. В своем трактате Го Си раскрывает тайну пространственного построения свитка (именно Го Си разработал теорию так называемых «трех далей» — саньюань, — в одном пейзаже соединяются три части в разной степени удаленные от зрителя). Таков вкратце был теоретический базис Го Си, который он проповедовал во время руководства департаментом живописи в Ханьлиньской императорской Академии.